# Eleutherodactylus pituinus
Eleutherodactylus pituinus är en groddjursart som beskrevs av Schwartz 1965. Eleutherodactylus pituinus ingår i släktet Eleutherodactylus och familjen Eleutherodactylidae. IUCN kategoriserar arten globalt som starkt hotad. Inga underarter finns listade i Catalogue of Life.